# بینات تاکباریا
بنیات اچه‌بارریا (انگلیسی: Beñat Etxebarria؛ زادهٔ ۱۹ فوریهٔ ۱۹۸۷) بازیکن فوتبال اهل اسپانیا است.
از باشگاه‌هایی که در آن بازی کرده‌است می‌توان به باشگاه فوتبال رئال بتیس، باشگاه فوتبال اتلتیک بیلبائو، و باشگاه فوتبال اتلتیک بیلبائو بی اشاره کرد.
وی همچنین در تیم‌های ملی فوتبال زیر ۱۷ سال اسپانیا، اسپانیا، و باسک بازی کرده‌است.